# Rachid Sebbar
 (février 2020).
Si vous disposez d'ouvrages ou d'articles de référence ou si vous connaissez des sites web de qualité traitant du thème abordé ici, merci de compléter l'article en donnant les références utiles à sa vérifiabilité et en les liant à la section « Notes et références ».
Rachid Sebbar est un footballeur international algérien né le 10 janvier 1959 à Kouba dans la wilaya d'Alger. Il évoluait au poste d'attaquant.
Il compte une seule sélection en équipe nationale en 1987.

## Biographie
Il reçoit sa seule et unique sélection en équipe nationale le 27 mars 1987, sous la direction de Guennadi Rogov,

## Palmarès
- Champion d'Algérie en 1981 avec le RC Kouba.
- Vainqueur de la supercoupe d'Algérie en 1981 avec le RC Kouba.
- Accession en Ligue 1 en 1992 avec l'USM Blida.

### En Sélection
- Vainqueur de a Coupe d'Afrique des nations junior en 1979.

### Distinction personnelle
- International algérien de 1979 à 1987

- Participation à la Coupe du Monde Juniors (U20) de 1979
- Participation à 2 Coupes d'Afrique des Nations Juniors (U20) (1978, 1979)